# دوروثي ليك غريغوري
دوروثي ليك غريغوري (بالانجليزية: Dorothy Lake Gregory) (1893-1975) فنانة أمريكية اشتُهرت بعملها في الطباعة والرسم لكتب الأطفال. تلقت غريغوري دروسًا في الفنون في المدرسة المحلية، ثم في سن الرابعة عشرة بدأت برسم بعض الرسومات لصحيفة نيويورك. درست الفن في باريس في أواخر سن المراهقة وبعد ذلك تلقت دروسًا في معهد برات ورابطة طلاب الفن في نيويورك ومدرسة كيب كود للفنون. بدأت غريغوري حياتها المهنية كفنانة محترفة بمشاركتها في معرض للوحات في رابطة طلاب الفنون في عام 1918. ظهرت أول رسوم توضيحية لكتابها بعد ثلاث سنوات. عرضت مطبوعاتها لأول مرة في معرض أقيم عام 1935. استمرت كفنانة ورسامة إلى جانب عملها في الطباعة لبقية حياتها مع تبنيها أسلوب خاص ومختلف لكل من المهن الثلاثة. في عام 1956، قارن أحد النقاد أسلوب الرسم «التكعيبي» المُتّبع في ذلك الوقت مع أسلوب الرسم التوضيحي الذي اشتُهرت به قائلًا بأنه قد لاحظ اهتمام رواد المعرض، «لكن هذه الرسومات لا يمكن أن تكون لدوروثي ليك غريغوري».

## مهنتها في الفن
تزوجت غريغوري من زميلها، روس موفيت، في عام 1920 وأقام الزوجان منزلهما في بروفينستاون. في ذلك العام، قبلت لجنة تحكيم جمعية بروفينستاون للفنون أول عمل لها في أحد معارضها الصيفية السنوية. تألفت لجنة المحلفين من ماكس بوم وتشارلز ويبستر هاثورن وإي أمبروز ويبستر وأوليفر شافي وجورج إلمر براون وإثيل مارس والسيدة هنري موتيت (جيني غالوب موتيت). قدمت غريغوري عملها بدون عنوان. استمرت في الحصول على قبول لأعمالها في كل من هذه المعارض تقريبًا من عشرينيات حتى ستينيات القرن العشرين. في عام 1927، أسفرت عريضة من موفيت عن تنظيم عرض ثان كل عام تحت عنوان معرض «الحداثة». بين عامي 1930 و 1937، عندما توقفت الجمعية عن إقامة معارض حديثة وتقليدية منفصلة، ساهمت غريغوري بشكل أساسي في إقامة معرض الحداثة. في عشرينيات وثلاثينيات القرن العشرين، اعتادت غريغوري على عرض الرسومات والمطبوعات. في عام 1929، عرضت مطبوعة حجرية تحت عنوان «بونيت آند شاول». من بين السلسة أيضًا قدمت عملًا آخر تحت عنوان «أ ليدي أوف لونغ أغو». بدأت العمل بالطباعة الحجرية في عام 1932 عندما أنشأ شقيقها جون استوديو خاص في بروفينستاون. قدم الاستوديو عروضًا توضيحية ومحاضرات ثم ورشة عمل للفنانين في مجال فن الطباعة. بعد بضع سنوات، بدأت غريغوري بالعمل على ما أصبح فيما بعد من أشهر مطبوعاتها، وهي سلسلة من المطبوعات الحجرية المقتبسة عن أليس في بلاد العجائب و عبر المرآة. في عام 1972، صرّحت غريغوري بأن هذه المطبوعات حافظت على شهرتها لبقية حياتها المهنية. في جمعية بروفينستاون للفنانين لعام 1937، قدمت عملها تحت عنوان «أليس والفارس الأبيض».
في عام 1929، أقامت غريغوري معرضها المنفرد للمطبوعات الحجرية في متجر ماسي الرئيسي في هيرالد سكوير في مانهاتن. عند مراجعة المعرض، وصف ناقد صحيفة كينكيناتي إنكوايرر المطبوعات بأنها «خادعة». بعد بضع سنوات، عرضت رسومات ومطبوعات أخرى في معرض ثنائي مع شقيقها جون في نادي بوسطن للفنون. بعد ثلاث سنوات، عندما ظهرت معه مرة أخرى، هذه المرة في معارض جون وارويك في فيلادلفيا، أشاد ناقد صحيفة فيلادلفيا إنكوايرر بمطبوعة حجرية لها تسمى «الحُطام». عندما كتب عن حفل بروفينستاون السنوي في ذلك الصيف، قال إدوارد ألدن جيويل من صحيفة ذا نيويورك تايمز أن مطبوعة «الحطام» له «ميزة خاصة». في عام 1939، قدم معهد شيكاغو للفنون مطبوعتها الحجرية «بيتي آند أرامينتا» في معرضه الدولي السنوي السابع للطباعة الحجرية والنقش الخشبي. قالت حفيدة غريغوري لاحقًا أن هذه الطباعة تُظهر والدتها (إليزابيث، ابنة غريغوري) وهي تمسك إحدى قطط العائلة. عند مراجعة المعرض، قال ناقد صحيفة فيلادلفيا إنكوايرر أن العمل قد أظهر «إحساسًا قويًا بالتصميم».
لم تنضم غريغوري إلى فناني بروفينستاون الآخرين في العمل على مشروع الفنون الفيدرالية لإدارة تقدم الأعمال في حقبة الكساد. أوضحت لاحقًا أنها كانت مشغولة جدًا بتربية طفلين في المدرسة إلى جانب رعاية والدها المسن الذي انتقل بعد ذلك للعيش مع الأسرة ومساعدتها.
خلال الأربعينيات والخمسينيات والستينيات من القرن العشرين، واصلت غريغوري تقديم أعمالها في معارض جمعية بروفينستاون للفنانين السنوية. خلال هذه الفترة، تم عرض لوحاتها الزيتية بشكل متكرر في المعرض الرئيسي للجمعية، بالإضافة إلى مطبوعاتها ورسوماتها في صالات العرض الأصغر.
في عام 1953، انضمت غريغوري إلى ست نساء أخريات لتنظيم معرض في بروفينستاون باسم «المجموعة 7». من بين الفنانات الأخريات في المعرض: ماري سيسيل ألين وشيلا بورلينجيم وآدا جيلمور وماري هاكيت وبلانش لازيل وهوب فايفر.
من عام 1956 وحتى عام 1960، أقامت غريغوري معارض فردية في معرض الفنون والحرف اليدوية في ويلفليت، ماساتشوستس. أما فيما يتعلق باللوحة التي عُرضت عام 1958، قال أحد النقاد بأن اللوحات الثمانية عشر قد جعلته «معرضًا يستحق المشاهدة». في عام 1967، ظهرت برفقة موفيت في معرض المجموعة 7 في بروفينستاون.
تمكنت غريغوري من العثور على مشترين للوحاتها، وخاصةً في وقت متأخر من حياتها المهنية. ومع ذلك، في عام 1972، صرحت بأنها قد حققت نجاحًا أكبر في نقوشها وطباعتها الحجرية قائلةً: «يبدو أنني امتلكت الكثير من الحظ في بيع الأشياء».